# Idioma uwa
El idioma uw cuwa o u'w ajca, antiguamente conocido como tunebo, es la lengua de la comunidad Uwa, que habita la región de la Sierra Nevada del Cocuy en el oriente de Colombia y el suroeste de Venezuela. El uwa es una lengua amerindia a la familia lingüística chibcha, grupo de lenguas magdalénicas. El número estimado de uwa-parlantes es de 7000 .

## Aspectos históricos, sociales y culturales
Cassani en 1794 ya consideraba al uwa como un dialecto del muisca. La existencia de la familia lingüística chibcha fue establecida por Max Uhle en su ponencia Verwandtschaften und Wanderungen der Tschibtscha, presentada al séptimo Congreso Internacional de Americanistas (1888) demostrando la relación de parentesco entre el muisca, las Lenguas arhuacas (cágaba, damana, bintucua), las llamadas lenguas talamanqueñas (bribri, cabécar, térraba y boruca) y las lenguas guaimíes (move, murire, muoy). Posee una similitud léxica con el muisca del 44 % y con el damana en aproximadamente un 35 % según el lingüística costarricense Adolfo Constenla.

### Variantes
Los dialectos descritos por Fabre (2005) y Ethnologue son los siguientes:
1. Uwa Central (Cobaría - Cubará) TUF: hablado en Boyacá y Arauca. Es la variedad más estudiada y con mayor número de tuneboparlantes.
2. Uwa Occidental (Uwa de Aguas Blancas) TNB: hablado en Santander
3. Uwa de Angosturas TND: (Apure, Venezuela) Probablemente extinto
4. Uwa Oriental (Uwa de Chaparral) TBN:  Barro Negro, Tabías and San Lope Casanare

## Descripción lingüística

### Clasificación
Perteneciente a la familia lingüística chibcha, dentro del grupo magdalénico, junto con la lengua muisca (muysccubun) y las lenguas de la Sierra Nevada de Santa Marta (Kogui, Damana, Ijka y Kankuamo), es hablada en la parte nor-oriental de la Cordillera Oriental colombiana, en inmediaciones limítrofes de los departamentos de Boyacá, Arauca, Casanare y Santander (en Colombia) y al sur del estado de Apure (en Venezuela).

### Fonología
El inventario consonántico del uwa central, según Paul y Edna Headland, es el siguiente: las oclusivas sonoras /b/, /r/ y su alófono /ɖ/, /g/; oclusivas sordas /t/ y su alófono /ʈ /, /k/, /kʷ/,(/ʔ/ cierre glotal); las nasales /m/, /n/; las fricativas /s/, /ʂ/, /ç/, /h/; y las semivocales /j/, /w/ oral y /w̃/ (nasal). Además cinco fonemas vocálicos: a, e, i, o, u. El acento es contrastativo y registra dos tonos, uno ascendente y otro descendente.
El inventario consonántico viene dado por:
|                   | Labial | Alveolar | Palatal | Velar | Labiovelar | Glotal | Retrofleja |
| ----------------- | ------ | -------- | ------- | ----- | ---------- | ------ | ---------- |
| Oclusivas sordas  |        | t        |         | k     | kʷ         | ʔ      | ʈ          |
| Oclusivas sonoras | b      |          |         | g     |            |        | ɖ          |
| Fricativas        |        | s        | ç       |       |            | h      | ʂ          |
| Nasales           | m      | n        |         |       |            |        |            |
| Vibrante          |        | r        |         |       |            |        |            |
| semivocal oral    | w      |          | j       |       |            |        |            |
| semivocal nasal   | w̃      |          |         |       |            |        |            |

El inventario vocálico viene dado por:
|       | Posterior | Anterior |
| ----- | --------- | -------- |
| Alta  | i         | u        |
| Media | e         | o        |
| Baja  | a         | a        |

La pronunciación se aplica a la variedad dialectal central. Morfológicamente la r se convierte en t delante de r

### Contrastes consonánticos
- Oclusivas sonoras y sordas[7]

/t,n,s,r/: ita /'ita/: fríjol; isa /'i.sa/: nosotros; ira /'i.ra/: alimento; anará /a.na'ra/: cabello
/kʷ,k,ʔ/: baka /'ba.ka/: cincha; bakwa /'ba.kʷa/: chicha; baha /'ba.ʔa/: usted

### Contrastes de nasalidad
La nasalización de la aproximante labiovelar también cubre a las vocales contiguas:
/w/ y /w̃/: wawa: ¡compre!; waw̃a: ¡diga!
aw̃ata: /ã'w̃ãta/ cama

## Escritura
El sistema escrito del uwa central próximo al castellano clásico fue desarrollado por Edna Headland y la asistencia de José Ignacio Afanador y Manuel Suárez entre 1964 y 1975. Ellos propusieron un alfabeto con 18 letras del alfabeto latino: a, b, c, e, h, i, j, m, n, o, q, r, s, t, u, w, w̃, y el dígrafo ch que es reemplazado en algunos textos por sh. Se usan varios diacríticos, el de la w (w̃ ) que marca la nasalidad de la semivocal y los acentos suprasegmentales ´ (agudo) para denotar el acento tónico de palabras oxítonas y preparoxítonas, o el circunflejo en ambigüedad tonal en el caso de las palabras oxítonas, en las cuales se prefiere la duplicación vocálica. Las letras siguen el mismo orden y se pronuncian de manera similar al castellano, salvo algunas variaciones. La variedad de Angosturas se escribe con un alfabeto desarrollado por María Helena Márquez en 1988. El alfabeto internacional simplemente sustituye la letra c y la combinación qu- por su correspondiente sonido equivalente de k, letras que representan el mismo sonido consonántico.
El fenómeno de alargamiento de vocales se representa por la duplicación vocálica en la escritura.
| AFI                 | Headland | Internacional(?) | native-languages | Ejemplo                    | Español        | Pronunciación aproximada                                               |
| ------------------- | -------- | ---------------- | ---------------- | -------------------------- | -------------- | ---------------------------------------------------------------------- |
| /a/                 | a        | a                | a                | asa                        | yo             | Como la a del español.                                                 |
| /b/                 | b        | b                | b                | bacua /bakua bacuwa/bakwa  | chicha         | Como la b del español.                                                 |
| /k/                 | c, qu    | k                | k                | questoc/kestok, quesa/kesa | atrás, pie     | Como la k del español.                                                 |
| /g/                 | c        | k                | k                | bejacro / bejakro          | se fue         | Como la g del español.                                                 |
| /ç/                 | ch       | š                | sh               | chocha, šoša, shosha       | canasta        | Como la ch de ich del alemán                                           |
| /e/                 | e        | e                | e                | eba                        | maíz           | Como la e del español.                                                 |
| /ʔ/                 | h        | h                | '                | baha                       | usted          | Como la oclusiva glotal del árabe.                                     |
| /i/                 | i        | i                | i                | ira                        | alimento       | Como la i del español.                                                 |
| /h/                 | j        | j                | j                | ajca/ ajka                 | idioma, lengua | Como la h del inglés.                                                  |
| /m/                 | m        | m                | m                | ama                        | plátano        | Como la m del español.                                                 |
| /n/                 | n        | n                | n                | anará                      | cabello        | Como la n del español.                                                 |
| /o/                 | o        | o                | o                | sícora/sikora              | otra vez       | Como la o del español.                                                 |
| /r/                 | r        | r                | r                | chacramá, shakramá         | mofeta         | Como la r simple del español.                                          |
| /ɖ/ (alófono de r   | r        | r                | r                | ruwa                       | carne          | Como la r del sueco. En posición inicial y después de n                |
| /s/                 | s        | s                | s                | asa                        | yo             | Como la s del español americano, siempre sorda.                        |
| /ʂ/ (alófono de s)  | s        | s                | s                | as ro                      | yo soy         | Como la sz del polaco, Es la s antes de r                              |
| /t/                 | t        | t                | t                | tetá                       | padre          | Como la t del español.                                                 |
| [ʈ ] (alófono de t) | t        | t                | t                | rácatro, rákatro           | querer         | La oclusiva retrofleja sorda. Como la t del sueco, siempre antes de r. |
| /u/                 | u        | u                | u                | ucha , uša                 | esta/este      | Como la u del español.                                                 |
| /w/                 | w        | w                | w                | wítira                     | viga           | Como la w del inglés.                                                  |
| /w̃ /                | w̃        | w̃                | w̃                | aw̃ata                      | cama           | Única, es la w del inglés nasalizada.                                  |
| /j/                 | y        | y                | y                | yayinro                    | comer          | Como la i de hiato.                                                    |

La oclusiva velar sorda /k/ tiene un alófono /g/ en posición final de sílaba antes de consonante sonora.

### Formación de sílabas
Existen 7 modelos posibles de formación de sílabas (S). Están conformadas por un núcleo (V) y un elemento pre o posnuclear (C).  El núcleo siempre es una vocal y los elementos pre y posnucleares una consonante. Las sílabas cumplen las siguientes reglas:
S1 = V

S2 = C1+V

S3 = V+C2

S4 = C1+V+C2

S5 = C3+V1+ʔ+C4

S6 = C+V

S7 = C+V+C
donde C puede ser cualquier consonante, C1: cualquiera salvo /m/,/n/,/w/,/h/,/ʔ/, C2 cualquiera excepto /kʷ/,/w̃/,/w/, C3: /r/,/w/,/y/, C4: /k/, /n/. V puede ser cualquier vocal y V1 solo /a/ e /i/.
- Ejemplos

ama /'a.ma/: plátano(S1+S6)

šakramá /çag.ra'ma/: mofeta (S4+S2+S6)

umkwá /um.'kʷa/: guayaco (S3+S2)

injajro /in'hag.ro/: se secó (S3+S7+S6)

wahnwa /'waʔn.wa/: queme! (S5+S2)

### Representación tonal
- Acento: El acento tónico se coloca sobre palábras oxítonas y preparoxítonas. En palabras paroxítonas no se coloca salvo ambigüedad de tono

wíkinro /'wi.kin.ɖo/: yo doy

wikinro /wi'kin.ɖo/: yo vengo

Ahbata /aʔ'ba.ta/: nombre propio

Abatá /a.ba'ta/: nombre propio

aba /'a.ba/: sangre

abá /a'ba/: madre

kaka /'ka.ka/: boca

kaká /ka'ka/: abuela
- Tono: Los tonos aparecen únicamente en palabras bisílabas. El tono ascendente se marca con el acento tónico, el descendente se relaciona con alargamiento vocálico por lo que se duplica la consonante o se escribe con diacrítico (únicamente en palabras bisílabas que necesitan diferenciación):[10]

âsa o áasa /'a.a.sa/: yo, mi

ása /a'a.sa/: coca

âka o áaka /'a.a.ca/: piedra

áka /a'a.ka/: cara

rûka o rúuka/'ɖu.u.ka/: primo

rúka /ɖu'u.ka/: olla de barro

## Gramática
El uw kuwa es una lengua ergativa marcada por caso. El orden predominante de las palabras es SCV en las principales frases declarativas:
- Bonit-at eb yá-ka-ro

ratón-erg maíz comer-presente-decl

El ratón se está comiendo el maíz

### Sustantivo
Todos los sustantivos aislados terminan en -a. Las clases de sustantivos son: los que indican seres humanos (parentescos, nombres de personas y de lugares), los sustantivos derivados de verbos y otros. La partícula -in puede indicar plural y caso genitivo:
- Takri-in Israya watat-ro

Tegría-(de los) Israya afuera-declinación verbal

"Israya" del grupo de los Tegrías está afuera

### Pronombres
- Personales

| persona         | singular  | plural      |
| --------------- | --------- | ----------- |
| primera         | asa, as   | isa, is     |
| segunda         | baha, bah | baa         |
| tercera (cerca) | uiya      | wíyina      |
| tercera (lejos) | eya, ey   | eyina, eyin |

- Demonstrativos

eya: eso(a)
uša: esto(a)
- Con sentido de mismo

| persona | singular | plural |
| ------- | -------- | ------ |
| primera | ajmar    | ijmár  |
| segunda | behmar   | bemar  |
| tercera | ima      | imar   |

Asa ajmar benro. Istiy áytiro.

Yo mismo voy. No voy a mandar a otro.

## Breve vocabulario uwa
- Números

| 1 úbistia/ubstia | 6 téraya  |
| 2 bukaya         | 7 kukuía  |
| 3 baya           | 8 ábia    |
| 4 bakaya         | 9 estária |
| 5 esía           | 10 ukásia |

21: ucasi bucay bawoy kes ubisti
| mes     | sihyora             | mes                |
| ------- | ------------------- | ------------------ |
| enero   | tikajira/ tihkáyira | diciembre (ritaya) |
| febrero | sárama              | noviembre          |
| marzo   | ébkatuma            | octubre            |
| abril   | bekira              | septiembre         |
| mayo    | túrusaka            | agosto             |
| junio   | cohtarita           | julio              |

| Animales            | perro  | venado   | tigre (jaguar)    | mono    | ratón  | murciélago | abeja | araña | ruiseñor | papagayo | búho    | colibrí | pez  | serpiente | tortuga |
| ------------------- | ------ | -------- | ----------------- | ------- | ------ | ---------- | ----- | ----- | -------- | -------- | ------- | ------- | ---- | --------- | ------- |
| Ruwain kat rikumain | báyara | sikaramá | cohtocua/kohtókua | sitramá | bónita | rúkura     | anbá  | rokra | ruwásira | kehrosa  | kuktara | shikara | ároa | kumoroá   | raukuá  |

### Discurso narrativo
La lengua uwa marca el tema global, el tema local y sus ambientes temporal-espacial por medio del sufijo -a. El énfasis se señala mediante repetición o en menor grado con el cambio del orden de las palabras de la oración, ya sea un participante, un ambiente o un hecho. El sustantivo y el pronombre ey se usan para introducir el tema global, y están marcados por el sufijo -a en el discurso narrativo:
- Eya Utakayá sisbur bawoy kóhwyata, bar sukuir bijakro (El (sujeto) pollo tercer cantando en-ese-momento bañando fue)
- Mientras las aves cantaban por tercera vez, Utacayá se bañó y se fue.

- Eya sikor ušta wijakro, sikor (el atrás este vino(venir) atrás)
- Él regresó a esta tierra

## Literatura en uwa central

### La Historia de Utacayá
Buswara Cobaría enunció La Historia de Utacayá en agosto de 1974. Fue recopilado y traducido por Paul y Edna Headland al español, publicado y corregido en 1976 (fragmento)

«Eya Utakaya, sisbur bawoy kohw̃yata, bar sukuir bijakro. Eya uwat istitiro. Sasat istitiro. Ey isi ji wisi ji sibar ji bijakro.  Ey querat tium tium bakoyan erar jin bijakro. Erar kur itita, bar kaba bikaro. Bar tin bikaro. Bat rahs rau bijakro. Eyta erar kur, istiti kujakro. Asa kat bejekru. Imay bejekro. Uch kajk kutar bi bejekru. Erar kur, usi rautiro. Sar kesara istiti kujakro, ruiyat istiti. Kur kar, kur itita, ay teka bar yehw̃jakro. Kui tehnro. Etata erar ítšakro. Eya rauti kuan bijakro. Kuan rakayata, siko wat rajakro. Kur, erar kur, sar kesara ítšakro. Usi rautiro. Sibar ji isi ji yarti kuar bijiyra eyta rautiro. Ay ok erar bitiru. Watar akura ítšakro.»

Había un hombre llamado Utacayá. Cierto día, mientras las aves cantaban por tercera vez, se bañó y se fue. Ni la gente ni sus hijos lo vieron. Se fue como una persona de carne y hueso, a través de la cuarta puerta, hacia la tierra de los antepasados. Cuando llegó allá, era tarde. Estaba oscureciendo y el sol se había ocultado. Llegó sin ser visto pues llevaba coca de esta tierra. Llegó al pie de la planta Sara, sin ser visto por los antepasados y luego se sentó. No entró pero vio que llevaban unas varas para la danza y que permanecían de pie.

### Padre Nuestro
Un fragmento del nuevo testamento, que describe la oración del Padre Nuestro en uwa central ha sido recopilado por Dante Ferry del nuevo Testamento de 1987. Está escrito en internacional:

«Tetú, bah kuakúr abá kuitar itro.

Uwat bah tamo ay síhw̃ataro.

Bah uh bahnakín aku kara yehnwi.

Kuakúr abá kuitar kat uwat eyta yahkátaro.

Kuanmí kuit kuanmí kuit is yayín aku ira wiw̃i.

Isar bah tayar yajár sikor tayar bâr šaw̃i.

Uwat is tayar yajakey isat sikor tan wan ténaro.

Isat tan wan tenar eyta is aku bahat kat eyta yajw̃i.

Isat ay bâr yajkín sihw̃ayat is eyta yajti aku síuwi.

Is ay yajkín aywi. Kuat Sisrám kahmar is obir yajw̃i.»

### U'wa lengua moderna
Un fragmento de texto en uw cuwa moderno ha sido escrito por la Asociación de Cabildos y Autoridades Tradicionales U'wa (Asouwa) dentro de su proyecto etnoeducativo Kajkrasa Ruyina Guardianes de la Madre Tierra - Planeta Azul. Prólogo que enuncia lo siguiente

« *Sira Shita yeunro.
Rekamar anto sheshua wisty sity yenti kamor; bitinay kabinay yayinay; ayay kanuarai werjayinan shiunti jatan.
Shitan owar bejero.
Etar isman, shita obir yakinaku, saubekaro; werjainat u’wa kara shitey ekubekaro, etar kutar rirarey kaskey yeuro.
Eyan ismarat obiryakataro
- Ushinan, sasat, rikat, shiwat, sasa sinikinat yew̃ataro»

## Otras variedades
El uwa central es el más estudiado. Sin embargo, la lingüista venezolana María Elena Márquez en su gramática de 1988, expone dos ejemplos de comparación entre el uwa central (CO) y el uwa de Agua Blanca (AB) cuyas distancia entre sí es de solo unos kilómetros:
AB: rasáira sísonan sirú ití rokíkuano
CO: as tetáian kuruatán sirók isti rókuano
ES: mi papá trae la mochila de bagala
AB: as bitáian takarán ruk istí anjékuano
CO: as abáian íjkan ruk istí anjákuano
ES: mi mamá cocinó una ollada de hortigo
AB: sumár aüí uakirá bóuar bijékuano
CO: asmár aüí uakišrá bóuar bijákuano
ES: el hijo de mi cuñada se fue para el monte